# 압둘라이 디아비
압둘라이 디아비(프랑스어: Abdoulay Diaby, 1991년 5월 21일 ~ )는 펜디크스포르에서 주로 레프트 윙어로 뛰고 있는 말리의 축구 선수이다. 프랑스에서 태어난 그는 말리 국가대표팀에서 뛰고 있다.

## 구단 경력

### 스당
프랑스 낭테르에서 태어난 디아비는 INF 클레르퐁텐을 거쳐 세단에서 선수 생활을 시작했다. 스당에서 선수 생활을 한 후, 디아비는 2010년 5월 4일 디종과의 경기에서 프로 데뷔 전을 치렀고, 그 경기에서 73분에 로세미 카라부에와 교체 투입되어 3-1로 졌다. 그는 사흘 후인 2010년 5월 7일에 AC 아를 아비뇽과의 경기에서 또 한 번 교체 투입되어 경기에 출전했다. 그는 2009-10 시즌에 두 경기에 출전했다.
2010-11 시즌, 디아비는 2010년 11월 20일, 쿠프 드 프랑스 7라운드 FC 슈타인셀츠와의 경기에서 첫 팀 경기에 출전해 2-0 승리를 거두었다. 2011년 1월 13일, 그는 FC와 첫 프로 계약을 맺었고, 2014년까지 소속되어 있었다. 그는 2011년 3월 11일, 5-3으로 패한 FC 이스트르와의 경기에서 첫 골을 넣었고, 그 중 한 골을 기록했다.  7일 후인 2011년 3월 18일, 그는 1-1로 비긴 르아브르와의 후속 경기에서 득점을 기록했다. 2010-11 시즌이 끝날 무렵, 그는 모든 대회에서 11경기에 출전해 2골을 넣었다.

### 릴
2013년 7월 30일, 디아비는 릴과 3년 계약을 맺고 입단했다고 발표했다.
2014-15 시즌 로얄 엑셀 무스크롱에서 2년을 보낸 후, 디아비는 릴과 2년 계약을 맺었고, 2019년까지 그를 유지했다.  그는 2015년 2월 28일에 릴 데뷔 전을 치렀고, 리옹과의 경기에서 디보크 오리기의 후반 교체 선수로 출전했다. 그는 시즌 후반에 두 경기에 더 출전했는데, 둘 다 교체 선수로 출전했다.

## 국가대표팀 경력
2014년 10월, 디아비는 2014년 10월 11일 에티오피아와의 경기에서 처음으로 말리의 부름을 받아 득점을 기록했다. 말리는 2014년 11월 19일 알제리를 2-0으로 이기고 2015년 아프리카 네이션스컵에 진출했다.
2014년 12월 말 디아비는 국가대표팀 35인 잠정 명단에 이름을 올렸다. 대회 첫 두 경기에서 교체 선수로 두 차례 출전한 후, 그는 대회 첫 경기에 출전해 2015년 1월 28일 기니와의 경기에서 교체 투입되기 전에 경기를 시작했다.
거의 1년 후인 2015년 9월 6일, 디아비는 1-1로 비긴 베냉과의 경기에서 11개월 만에 첫 골을 기록했다. 2017년 아프리카 네이션스컵 예선 전에서 디아비는 2016년 6월 4일부터 2016년 9월 4일까지 남수단과 베냉을 상대로 두 경기에서 두 골을 넣었다. 그리고 그는 2018년 3월 23일 일본과의 경기에서 전반전 페널티킥을 성공시키면서 2년간의 골 가뭄을 마쳤다.